# Morti nel 66
| Questa pagina contiene informazioni ricavate automaticamente dalle voci biografiche con l'ausilio del template Bio e di un bot. L'aggiornamento è periodico e automatico e ricostruisce completamente la pagina. Se manca una persona in questa lista, sei pregato di non aggiungerla, ma accertati piuttosto che la sua voce biografica contenga il template Bio e che i dati anagrafici siano correttamente compilati. Se il template Bio manca, inseriscilo tu stesso o, in alternativa, metti l'avviso {{tmp\|Bio}} che ne segnala la mancanza. Se i dati riportati sono sbagliati, correggi direttamente la voce biografica; le modifiche saranno visibili in questa lista entro pochi giorni. Per chiarimenti vedi il progetto biografie. La lista contiene solo le 9 persone che sono citate nell'enciclopedia e per le quali è stato implementato correttamente il template Bio. Pagina aggiornata al 10 feb 2025. |

- Publio Anteio Rufo, politico romano
- Claudia Antonia, romana (n. 30)
- Rufrio Crispino
- Petronio Arbitro, scrittore e politico romano
- Quinto Marcio Barea Sorano, politico e militare romano
- Onesiforo, santo romano
- Publio Clodio Trasea Peto, oratore, filosofo e scrittore romano
- Marco Ostorio Scapula, senatore romano
- Marcia Servilia Sorana, nobildonna romana